# Pháo đài Phân Lưu

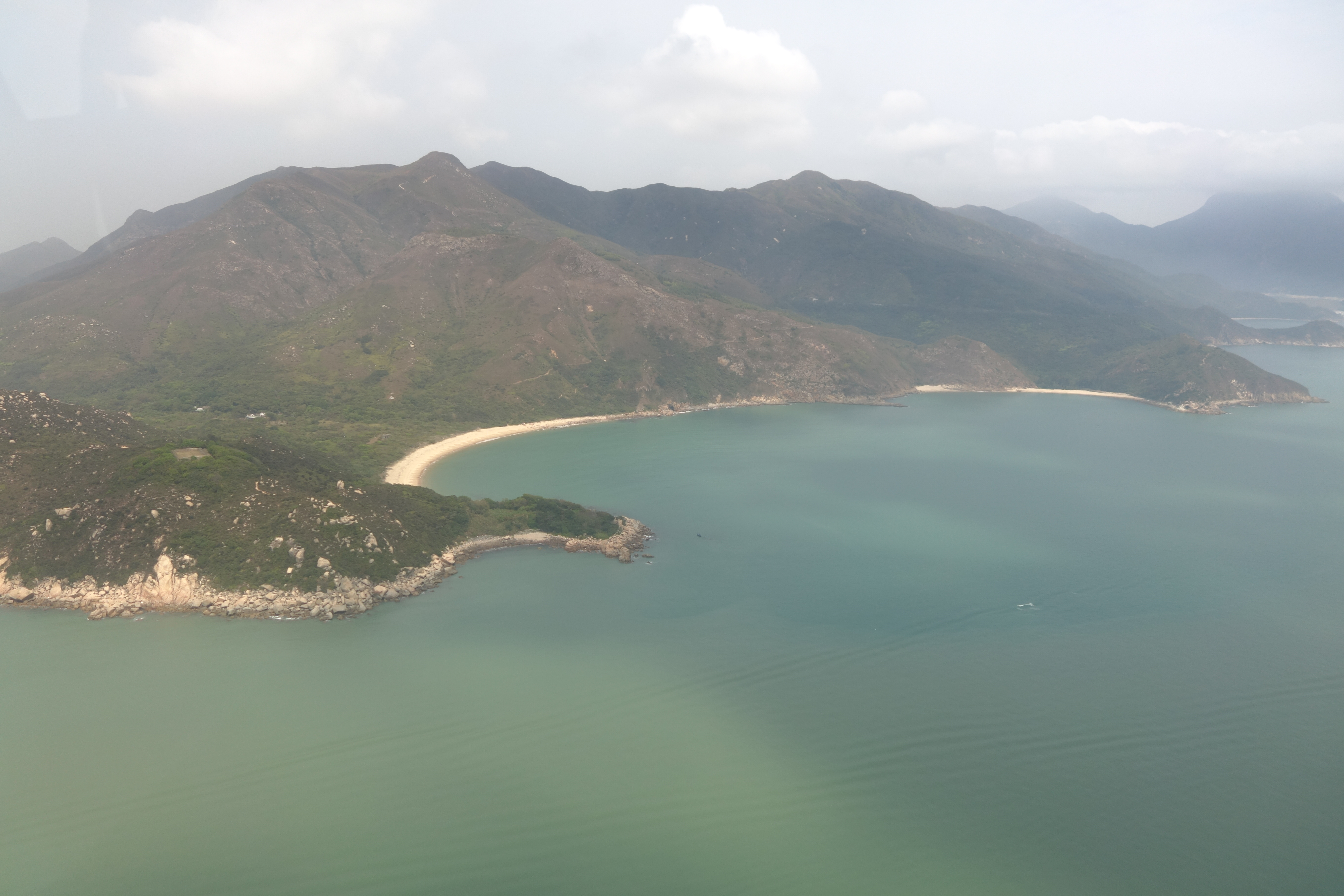
Pháo đài Phân Lưu (phía dưới bên trái) và khu vực xung quanh.

Pháo đài Phân Lưu (tiếng Trung: 分流炮台) là một pháo đài quân sự cổ nằm trên đảo Lạn Đầu của Hồng Kông. Được đặt theo tên của bán đảo nơi tọa lạc, nó được xây năm 1729 thời hoàng đế Ung Chính, một trăm mười hai năm trước khi đế quốc Anh xâm chiếm Hồng Kông. Bị bỏ hoang từ năm 1898, đến năm 1981 nó trở thành di tích lịch sử cần được bảo vệ của Hồng Kông.

## Lịch sử
Việc xây dựng pháo đài Phân Lưu hoàn công vào năm 1729, dưới sự giám sát của Dương Lâm (楊琳), thống chế tỉnh Quảng Đông và Quảng Tây thời đó. Sự hình thành của pháo đài được ghi chép trong từ điển địa lý (địa danh tập/Gazetteer) của Ma Cao, trong đó thuật lại quá trình xây dựng nó, và là một trong 2 pháo đài được xây trên đảo Lạn Đầu trong năm thứ 7 triều Ung Chính. Thời kỳ đầu Nhà Thanh, pháo đài được gọi là Đại Nhĩ Sơn Pháo Đài (大嶼山炮台) – đặt theo tên chính thức của đảo Lạn Đầu (Đại Nhĩ Sơn) – nhưng sau đổi thành Kê Dực Pháo Đài (雞翼炮台) vào thời giữa và cuối nhà Thanh. Mục đích của pháo đài là để bảo vệ đoạn đường giữa hòn đảo và cửa sông Châu Giang khỏi hải tặc, vẫn thường đe dọa vùng ven biển và hải phận phía nam Trung Quốc. Vào thời đó, triều đình Trung Hoa không có một lực lượng hải quân lớn mạnh, vì thế phải dựa vào việc phát triển các pháo đài để bảo vệ các vùng bờ biển.
Vị trí của pháo đài được chọn bởi vì nó nằm trên một vách đá cao 116 mét (381 ft) so với mực nước biển, do đó có thể quan sát rất tốt bề mặt biển và có lợi thế hoàn toàn trong trường hợp bị thủy quân tấn công. Tuy nhiên, pháo đài lúc mới xây khá đơn sơ– theo lời của sử gia địa phương Jason Wordie – "khá nhỏ và chẳng ra gì". Cuối cùng, pháo đài bị chính những hải tặc mà nó định đẩy lùi chiếm cứ, nhưng chính quyền tái chiếm vào năm 1810, khi các hải tặc đầu hàng quân hoàng gia. Nó được cải tạo lại ngay sau khi được tái chiếm, và sau đó là phần mở rộng gia cố quan trọng khu vực xung quanh trong suốt thập niên kế tiếp.
Năm 1842, một năm sau khi đế quốc Anh xâm chiếm đảo Hồng Kông, các sĩ quan của quân đội Anh đã khảo sát vùng đất này và phát hiện ra pháo đài bị bỏ hoang không người gác. Năm mươi sáu năm sau đó, vào năm 1898 – năm mà người Anh thuê được khu vực Tân Giới - pháo đài Phân Lưu bị "bỏ rơi hoàn toàn". Số phận tương tự cũng xảy ra với các công sự bảo vệ bờ biển khác, chẳng hạn như pháo đài ở Đông Dũng và Phật Đường Châu.

## Mô tả
Pháo đài Phân Lưu có hình chữ nhật với các cạnh 46 mét (151 ft) và 21 mét (69 ft). Tường bao được xây bằng đá chẻ và gạch xanh lục – cao 5 mét (16 ft), với lối vào ở hướng đông. Lúc được xây lần đầu tiên, pháo đài có 30 lính canh và được trang bị 8 súng thần công, dọc theo đó là 20 trạm canh.

## Bảo tồn và hiện tại
Sau khi pháo đài bị bỏ rơi, nó hư hỏng dần theo năm tháng. Dân làng sống ở Phân Lưu lấy đá từ những bức tường của nó để làm vật liệu xây dựng, và công sự cổ bị bao quanh bởi các tán lá dày. Pháo đài Phân Lưu trở thành di tích lịch sử cần phải bảo vệ vào ngày 13 tháng 11 năm 1981, và các công việc phục dựng sơ bộ đã được tiến hành trong những tháng đầu năm 1985. Một việc phục dựng quy mô rộng hơn được thực hiện 5 năm sau đó tức vào năm 1990, và cắt tỉa các tán lá bao quanh khu vực. Cũng trong năm đó, 3 khối nhà đã được xây dựng gần pháo đài trong một dự án xây dựng nhà máy điện trị giá 60 tỉ HK$ của tập đoàn Trung Điện trên Phân Lưu. Tuy nhiên, chính phủ Hồng Kông từ chối phê duyệt dự án, và các bất động sản này chưa từng có người ở và vẫn bỏ hoang.
Di tích pháo đài Phân Lưu là một trong 2 công sự lịch sử trên đảo Lạn Đầu vẫn còn tồn tại đến ngày nay - công sự còn lại là pháo đài Đông Dũng.